# 극장판 여성향 게임의 파멸 플래그밖에 없는 악역 영애로 환생해버렸다...
〈극장판 여성향 게임의 파멸 플래그밖에 없는 악역 영애로 환생해버렸다…〉(劇場版乙女ゲームの破滅フラグしかない 悪役令嬢に転生してしまった…)는 2023년 12월 8일에 개봉된 일본의 라이트 노벨 여성향 게임의 파멸 플래그밖에 없는 악역 영애로 환생해버렸다…를 원작으로 하는 극장판 애니메이션이다.

## 출연

### 주연
- 우치다 마아야 : 카타리나 클라에스 역

### 조연
- 아오이 쇼타 : 디올드 스티아트 역
- 카키하라 테츠야 : 키스 클라에스 역
- 스즈키 타츠히사 : 앨런 스티아트 역
- 마츠오카 요시츠구 : 니콜 아스카르트 역
- 오카사키 미호 : 메리 헌트 역
- 미나세 이노리 : 소피아 아스카르트 역
- 하야미 사오리 : 마리아 캠벨 역
- 오노 켄쇼 : 아킬 역
- 무라세 아유무 : 쿠미트 역
- 키토 아카리 : 나시트 역
- 우에다 레이나 : 하티 역
- 히카사 요코 : 알쿠스 역
- 쿠기미야 리에 : 피요 역